# Jeremy Roenick
Temple de la renommée américain : 2010
Jeremy Roenick (né le 17 janvier 1970 à Boston aux États-Unis) est un joueur professionnel de hockey sur glace ayant évolué au poste de centre pour cinq équipes de la Ligue nationale de hockey.

## Carrière
Roenick a été choisi lors du repêchage d'entrée dans la LNH 1988 par les Blackhawks de Chicago avec lesquels il fait ses grands débuts dans la LNH dès le 6 octobre de cette même année. Il inscrit son premier but le 14 février 1989 lors d'un match contre les North Stars du Minnesota.
Au cours de la saison 1990-1991 il participe à son premier Match des étoiles.
La saison suivante, il atteint pour la première fois le plateau des 100 points en une saison et participe à son deuxième Match des étoiles.
Les saisons suivantes (1991-1992 et 1992-1993) furent les 2 meilleures de la carrière de Roenick. Il inscrit 107 points dans chacune d'elles et est à nouveau invité au Match des étoiles.
Le 16 août 1996, il est échangé aux Coyotes de Phoenix en retour d'Alekseï Jamnov et Craig Mills. Pendant ce 1er passage au sein de l'effectif des Coyotes, il participe à 2 nouveaux matches des étoiles en 1999 et en 2000.
Il signe comme agent libre le 2 juillet 2001 pour les Flyers de Philadelphie. Le 30 janvier de l'année suivante, contre les Sénateurs d'Ottawa, il inscrit son 1000e point, devenant le 63e joueur de l'histoire de la LNH à franchir ce plateau. Il participe au Match des étoiles 3 jours plus tard et y sera encore invité en 2003 et 2004.
Le 4 juillet 2006, Roenick signe une nouvelle fois pour les Coyotes de Phoenix avec lesquels il s'approche du club très fermé des joueurs ayant inscrit 500 buts dans la ligue nationale de hockey. À la fin de la
saison 2006-2007, il décida de mettre un terme à sa carrière avec, à son actif, 495 buts. Mais au début du mois de septembre 2007, il signe un contrat d'un an avec les Sharks de San José.
Le 4 août 2009, il convoque une conférence de presse qui se tient deux jours plus tard où il annonce son retrait de la compétition.
En 2010, il est admis au Temple de la renommée du hockey américain.
En 2011, il se lance en tant que business man, en développent un réseau en MLM (vente multi niveau) dans la Compagnie ACN.

## Statistiques
| Saison     | Équipe                 | Ligue      |       | Saison régulière | Saison régulière | Saison régulière | Saison régulière | Saison régulière |    | Séries éliminatoires | Séries éliminatoires | Séries éliminatoires | Séries éliminatoires | Séries éliminatoires |
| Saison     | Équipe                 | Ligue      | PJ    | B                | A                | Pts              | Pun              | PJ               | B  | A                    | Pts                  | Pun                  |                      |                      |
| 1988-1989  | Olympiques de Hull     | LHJMQ      | 28    | 34               | 36               | 70               | 14               | 9                | 7  | 12                   | 19                   | 6                    |                      |                      |
| 1988-1989  | Blackhawks de Chicago  | LNH        | 20    | 9                | 9                | 18               | 4                | 10               | 1  | 3                    | 4                    | 7                    |                      |                      |
| 1989-1990  | Blackhawks de Chicago  | LNH        | 78    | 26               | 40               | 66               | 54               | 20               | 11 | 7                    | 18                   | 8                    |                      |                      |
| 1990-1991  | Blackhawks de Chicago  | LNH        | 79    | 41               | 53               | 94               | 80               | 6                | 3  | 5                    | 8                    | 4                    |                      |                      |
| 1991-1992  | Blackhawks de Chicago  | LNH        | 80    | 53               | 50               | 103              | 98               | 18               | 12 | 10                   | 22                   | 12                   |                      |                      |
| 1992-1993  | Blackhawks de Chicago  | LNH        | 84    | 50               | 57               | 107              | 86               | 4                | 1  | 2                    | 3                    | 2                    |                      |                      |
| 1993-1994  | Blackhawks de Chicago  | LNH        | 84    | 46               | 61               | 107              | 125              | 6                | 1  | 6                    | 7                    | 2                    |                      |                      |
| 1994-1995  | Kölner Haie            | DEL        | 3     | 3                | 1                | 4                | 2                | -                | -  | -                    | -                    | -                    |                      |                      |
| 1994-1995  | Blackhawks de Chicago  | LNH        | 33    | 10               | 24               | 34               | 14               | 8                | 1  | 2                    | 3                    | 16                   |                      |                      |
| 1995-1996  | Blackhawks de Chicago  | LNH        | 66    | 32               | 35               | 67               | 109              | 10               | 5  | 7                    | 12                   | 2                    |                      |                      |
| 1996-1997  | Coyotes de Phoenix     | LNH        | 72    | 29               | 40               | 69               | 115              | 6                | 2  | 4                    | 6                    | 4                    |                      |                      |
| 1997-1998  | Coyotes de Phoenix     | LNH        | 79    | 24               | 32               | 56               | 103              | 6                | 5  | 3                    | 8                    | 4                    |                      |                      |
| 1998-1999  | Coyotes de Phoenix     | LNH        | 78    | 24               | 48               | 72               | 130              | 1                | 0  | 0                    | 0                    | 0                    |                      |                      |
| 1999-2000  | Coyotes de Phoenix     | LNH        | 75    | 34               | 44               | 78               | 102              | 5                | 2  | 2                    | 4                    | 10                   |                      |                      |
| 2000-2001  | Coyotes de Phoenix     | LNH        | 80    | 30               | 46               | 76               | 114              | -                | -  | -                    | -                    | -                    |                      |                      |
| 2001-2002  | Flyers de Philadelphie | LNH        | 75    | 21               | 46               | 67               | 74               | 5                | 0  | 0                    | 0                    | 14                   |                      |                      |
| 2002-2003  | Flyers de Philadelphie | LNH        | 79    | 27               | 32               | 59               | 75               | 13               | 3  | 5                    | 8                    | 8                    |                      |                      |
| 2003-2004  | Flyers de Philadelphie | LNH        | 62    | 19               | 28               | 47               | 62               | 18               | 4  | 9                    | 13                   | 8                    |                      |                      |
| 2005-2006  | Kings de Los Angeles   | LNH        | 58    | 9                | 13               | 22               | 36               | -                | -  | -                    | -                    | -                    |                      |                      |
| 2006-2007  | Coyotes de Phoenix     | LNH        | 70    | 11               | 17               | 28               | 32               | -                | -  | -                    | -                    | -                    |                      |                      |
| 2007-2008  | Sharks de San José     | LNH        | 69    | 14               | 19               | 33               | 26               | 12               | 2  | 3                    | 5                    | 2                    |                      |                      |
| 2008-2009  | Sharks de San José     | LNH        | 42    | 4                | 9                | 13               | 24               | 6                | 0  | 1                    | 1                    | 12                   |                      |                      |
| Totaux LNH | Totaux LNH             | Totaux LNH | 1 363 | 513              | 703              | 1 216            | 1 463            | 154              | 53 | 69                   | 122                  | 115                  |                      |                      |

## Carrière internationale
Roenick a joué pour l'équipe américaine de hockey sur glace lors des évènements suivants:
- 1991: Coupe Canada  médaille d'argent
- 1991: Championnat du monde de hockey sur glace
- 1998: Jeux olympiques
- 2002: Jeux olympiques  médaille d'argent

Statistiques en équipe nationale
| Année | Compétition     |   | PJ | B | A | Pts | Pun |
| 1998  | Jeux olympiques | 4 | 0  | 1 | 1 | 6   |     |
| 2002  | Jeux olympiques | 6 | 1  | 4 | 5 | 2   |     |